# River Plate (Kurzfilm)
River Plate  ist ein österreichischer Kurzfilm von Josef Dabernig aus dem Jahr 2013. In Deutschland feierte der Film am 5. Mai 2014 bei den Internationalen Kurzfilmtagen in Oberhausen internationale Premiere.

## Handlung
Auf einer Schotterbank an einem italienischen Fluss haben sich bei warmen Temperaturen einige Badegäste zusammengefunden.

## Kritiken
„Körper und Landschaft, Haut und Beton. Die zentralen Motive des Films kontrastieren in brilliant komponierten Schwarzweißbildern. Der Regisseur zeichnet ein konzentriertes Portrait von Menschen, die sich die Landschaft aneignen — ungeachtet ihrer Unwirtlichkeit. Stoisch sitzen sie da, streichen über ihre Bäuche und trotzen Stein und Regen. Volkstümliches Vergnügen als Metapher für den Zustand der Welt; die Jury des Landes Nordrhein-Westfalen zeichnet ‚River Plate‘ von Josef Dabernig aus als präzises Psychogramm des modernen Menschen.“

## Auszeichnungen
Internationale Kurzfilmtage Oberhausen 2014
- Erster Preis des Ministeriums für Familie, Kinder, Jugend, Kultur und Sport des Landes Nordrhein-Westfalen